# سایانسک
شهر سایانسک (به روسی: Саянск) در کشور روسیه و در اوبلاست ایرکوتسک واقع شده‌است.